# Le Tarzan des mers
Pour plus de détails, voir Fiche technique et Distribution.
Le Tarzan des mers (Человек-амфибия, Chelovek-Amfibiya) est un film soviétique réalisé par Vladimir Tchebotariov (ru) et Guennadi Kazanski, sorti en 1962.

## Fiche technique
Sauf indication contraire, les informations mentionnées dans cette section peuvent être confirmées par la base de données cinématographiques IMDb,  présente dans la section « Liens externes ».
- Titre français : Le Tarzan des mers ou L'Homme-amphibie[2]
- Titre original : Человек-амфибия (Tchélovek-Amfibiïa)
- Traduction : L'homme amphibie
- Réalisation : Vladimir Tchebotariov (ru) et Guennadi Kazanski
- Scénario : Akiba Golbourt (ru), Alexeï Kapler et Aleksandr Ksenofontov (ru) d'après le roman L'Homme amphibie d'Alexandre Beliaïev
- Musique : Andreï Petrov
- Son : Lev Valter
- Photographie : Edouard Rozovski
- Décors : Vsevolod Oulitko (ru), Tamara Vassilkovskaïa
- Montage : Ludmila Obrazoumova
- Société de production : Goskino et Lenfilm
- Pays :  Union soviétique
- Genre : Drame, romance et science-fiction
- Durée : 96 minutes
- Dates de sortie : 
  -  Union soviétique : 3 janvier 1962
  -  Allemagne de l'Est : 21 décembre 1962
  -  France : 30 décembre 1963

## Distribution
- Vladimir Korenev : Ichtyandre Salvator
- Anastassia Vertinskaïa : Guttiere Baltazar
- Mikhaïl Kozakov : Pedro Zurita
- Nikolaï Simonov : Dr Salvador
- Anatoli Smiranine (ru) : Baltazar, le père de Gouttiere
- Vladlen Davydov (ru) : Olsen, le journaliste
- Stanislav Tchekan : le garde de prison
- Albert Antonian : Cristo
- Nina Bolchakova : chanteuse

## Accueil
Quentin Tarantino a cité le film comme l'un de ses films russes préférés.